# FFA Cup 2016
La Westfield FFA Cup 2016 è la 3ª edizione della coppa australiana di calcio. La competizione è iniziata il 12 febbraio 2016. La squadra vincitrice del torneo è il Melbourne City che ha battuto per 1-0 il Sydney FC.

## Squadre partecipanti
Alla fase finale della competizione partecipano 32 squadre: 10 partecipanti alla A-League, 1 vincitore della NPL e 21 squadre provenienti dalle serie inferiori e vincitrici dei turni preliminari.
| A-League | Livello 2 | Livello 3                                     |
| - Adelaide Utd - Brisbane Roar - C.C. Mariners - Melbourne City - Melbourne Victory - Newcastle Jets - Perth Glory - Sydney FC - Wellington Phoenix - Western Sydney | - Bentleigh Greens - Blacktown City - Bonnyrigg White Eagles - Brisbane Strikers - Canberra Olympic - Cockburn City - Devonport City - Edgeworth - Floreat Athena - FNQ Heat - Green Gully - Hume City - Lambton Jaffas - Manly Utd - Melbourne Knights - MetroStars - Redlands Utd - Shamrock Rovers Darwin - Sydney Utd 58 - Wollongong Wolves | - Marconi Stallions - Surfers Paradise Apollo |

## Calendario
| Turno                | Date                         | Numero di incontri | Numero di squadre |
| -------------------- | ---------------------------- | ------------------ | ----------------- |
| Turni preliminari    | 12 febbraio - 25 giugno 2016 | 728                | 704 → 32          |
| Sedicesimi di finale | 27 luglio - 10 agosto 2016   | 16                 | 32 → 16           |
| Ottavi di finale     | 24-30 agosto 2016            | 8                  | 16 → 8            |
| Quarti di finale     | 21-27 settembre 2016         | 4                  | 8 → 4             |
| Semifinali           | 19-25 ottobre 2016           | 2                  | 4 → 2             |
| Finale               | 30 novembre 2016             | 1                  | 2 → 1             |

## Turni preliminari
I 21 slot riservati alle squadre delle serie inferiori sono assegnati tramite otto turni preliminari, ai quali partecipano un totale di 735 squadre.
| Federazione regionale | Competizione                    | Qualificate ai sedicesimi |
| --------------------- | ------------------------------- | ------------------------- |
| Capital Football      | Capital Football Federation Cup | 1                         |
| Football NSW          | Waratah Cup                     | 5                         |
| NNSWF                 | NNSWF State Cup                 | 2                         |
| FNT                   | NT FFA Cup                      | 1                         |
| Football Queensland   | Kappa Queensland Cup            | 4                         |
| FSA                   | SA Federation Cup               | 1                         |
| Football Tasmania     | Milan Lakoseljac Cup            | 1                         |
| Football Victoria     | Dockerty Cup                    | 4                         |
| Football West         | State Cup                       | 2                         |

## Sedicesimi di finale
I sedicesimi di finale sono stati sorteggiati il 30 giugno 2016 e si sono giocati tra il 27 luglio ed il 10 agosto 2016.
| Squadra 1              | Risultato       | Squadra 2               |
| ---------------------- | --------------- | ----------------------- |
| 27 luglio 2016         |                 |                         |
| Hume City              | 1 - 1 (4-2 dtr) | Marconi Stallions       |
| Blacktown City         | 6 - 2 (dts)     | Sydney Utd 58           |
| FNQ Heat               | 0 - 3           | Edgeworth               |
| Shamrock Rovers Darwin | 0 - 6           | Brisbane Strikers       |
| 2 agosto 2017          |                 |                         |
| Green Gully            | 2 - 1           | C.C. Mariners           |
| Western Sydney         | 3 - 2           | Wellington Phoenix      |
| MetroStars             | 3 - 3 (3-4 dtr) | Bentleigh Greens        |
| Floreat Athena         | 1 - 2 (dts)     | Melbourne City          |
| 3 agosto 2017          |                 |                         |
| Redlands Utd           | 2 - 1 (dts)     | Adelaide Utd            |
| Newcastle Jets         | 1 - 3           | Melbourne Victory       |
| Canberra Olympic       | 1 - 0           | Surfers Paradise Apollo |
| Bonnyrigg White Eagles | 3 - 0           | Manly Utd               |
| 10 agosto 2017         |                 |                         |
| Wollongong Wolves      | 0 - 3           | Sydney FC               |
| Brisbane Roar          | 0 - 2           | Perth Glory             |
| Devonport City         | 1 - 0           | Lambton Jaffas          |
| Melbourne Knights      | 2 - 1           | Cockburn City           |

## Ottavi di finale
Gli ottavi di finale sono stati sorteggiati il 4 agosto 2016 e si sono giocati il 24 ed il 30 agosto 2016.
| Squadra 1         | Risultato   | Squadra 2              |
| ----------------- | ----------- | ---------------------- |
| 24 agosto 2016    |             |                        |
| Brisbane Strikers | 1 - 2       | Melbourne City         |
| Canberra Olympic  | 2 - 0       | Redlands Utd           |
| Blacktown City    | 3 - 0       | Bonnyrigg White Eagles |
| Hume City         | 0 - 1       | Melbourne Victory      |
| 30 agosto 2016    |             |                        |
| Edgeworth         | 1 - 5       | Western Sydney         |
| Devonport City    | 0 - 1 (dts) | Bentleigh Greens       |
| Melbourne Knights | 1 - 3       | Green Gully            |
| Perth Glory       | 0 - 2 (dts) | Sydney FC              |

## Quarti di finale
Il sorteggio è stato effettuato il 30 agosto 2016 e le partite sono state giocate il 21 e 27 settembre 2016.
| Squadra 1         | Risultato | Squadra 2         |
| ----------------- | --------- | ----------------- |
| 21 settembre 2016 |           |                   |
| Blacktown City    | 0 – 3     | Sydney FC         |
| Melbourne City    | 4 – 1     | Western Sydney    |
| 27 settembre 2016 |           |                   |
| Bentleigh Greens  | 1 – 2     | Melbourne Victory |
| Canberra Olympic  | 1 – 0     | Green Gully       |

## Semifinali
Il sorteggio è stato effettuato il 27 settembre 2016 e le partite si sono giocate il 19 e 25 ottobre 2016.
| Squadra 1         | Risultato | Squadra 2      |
| ----------------- | --------- | -------------- |
| 19 ottobre 2016   |           |                |
| Canberra Olympic  | 0 - 3     | Sydney FC      |
| 25 ottobre 2016   |           |                |
| Melbourne Victory | 0 - 2     | Melbourne City |

## Finale
| Arbitro: | Peter Green |

|            |           |  |
| Cahill 53’ | Marcatori |  |